# San Marino op het Junior Eurovisiesongfestival
San Marino neemt sedert 2013 deel aan het Junior Eurovisiesongfestival.

## Geschiedenis
De eerste pogingen van San Marino om aan het Junior Eurovisiesongfestival deel te nemen, werden gedaan in 2008 en 2011. Beide keren werd het debuut echter geannuleerd, zogezegd omdat de nationale omroep geen geschikte kandidaten kon vinden. Het struikelblok was dat, volgens de regels van het Junior Eurovisiesongfestival, een kind de nationaliteit van het deelnemende land moet bezitten of minstens tweeënhalf jaar in het land woonachtig moet zijn. Gezien het beperkte aantal inwoners van San Marino, besloot de EBU uiteindelijk voor dit land een uitzondering te maken. San Marino kreeg daarmee de keuze uit kinderen vanuit geheel Europa.
In 2013 slaagde de San Marinese omroep erin om een kandidaat te vinden, waarna San Marino zijn debuut kon maken. De Italiaan Michele Perniola vertegenwoordigde het land in Kiev met het nummer O-o-o sole intorno a me. Hij werd 10de op 12 deelnemers.
Een jaar later, in 2014, nam San Marino deel met de meidengroep The Peppermints. In deze groep, die bestond uit vijf meisjes, zat ook de jongere zus van Michele Perniola, die het jaar voordien deelnam namens San Marino. Met het nummer Breaking my heart behaalde de groep de 15de en voorlaatste plaats.
San Marino was ook van de partij in 2015. Het ministaatje werd dat jaar vertegenwoordigd door de 11-jarige Kamilla Ismailova, die van Russisch-Azerbeidzjaanse komaf is en goede herinneringen had aan een bezoek aan San Marino eerder in haar jeugd. In Sofia behaalde zij met het nummer Mirror de 14de plaats op 17 deelnemers.
In 2016 koos San Marino ervoor om voortaan niet meer mee te doen aan het Junior Eurovisiesongfestival, zonder specifieke reden.
Het land zal in 2024 weer terugkeren. Dit ondanks dat SMRTV eerder had aangegeven niet mee te doen.

## San Marinese deelnames
| Jaar | Artiest           | Lied                    | Plaats | Punten | Taal                |
| ---- | ----------------- | ----------------------- | ------ | ------ | ------------------- |
| 2013 | Michele Perniola  | O-o-o sole intorno a me | 10     | 42     | Italiaans           |
| 2014 | The Peppermints   | Breaking my heart       | 15     | 21     | Italiaans en Engels |
| 2015 | Kamilla Ismailova | Mirror                  | 14     | 36     | Italiaans en Engels |
| 2024 | Idols SM          | Come noi                | 17     | 47     | Italiaans           |
| 2025 |                   |                         |        |        |                     |

| Kleur | Betekenis      |
| ----- | -------------- |
|       | Eerste plaats  |
|       | Tweede plaats  |
|       | Derde plaats   |
|       | Laatste plaats |
|       | Gastland       |

## Gegeven en gekregen punten
| Plaats | Land    | Punten |
| ------ | ------- | ------ |
| 1      | Malta   | 39     |
| 2      | Georgië | 24     |
| 3      | Armenië | 23     |
| 4      | Rusland | 21     |
| 5      | Italië  | 18     |

| Plaats | Land        | Punten |
| ------ | ----------- | ------ |
| 1      | Oekraïne    | 13     |
| 2      | Rusland     | 11     |
| 3      | Italië      | 9      |
| 4      | Armenië     | 6      |
| 4      | Wit-Rusland | 6      |

## Twaalf punten
(Een vetgedrukte editie betekent dat het land die editie won.)
| Aantal | Land     | Edities  |
| ------ | -------- | -------- |
| 1      | Georgië  | 2024 (J) |
| 1      | Italië   | 2014     |
| 1      | Malta    | 2015     |
| 1      | Oekraïne | 2013     |

| Aantal | Land     | Edities |
| ------ | -------- | ------- |
| 1      | Oekraïne | 2015    |

2013 · 2014 · 2015 · 2016-2023 · 2024